# Nijō Masatsugu
Nijō Masatsugu (二条 政嗣?   1443 – 14 de octubre de 1480)

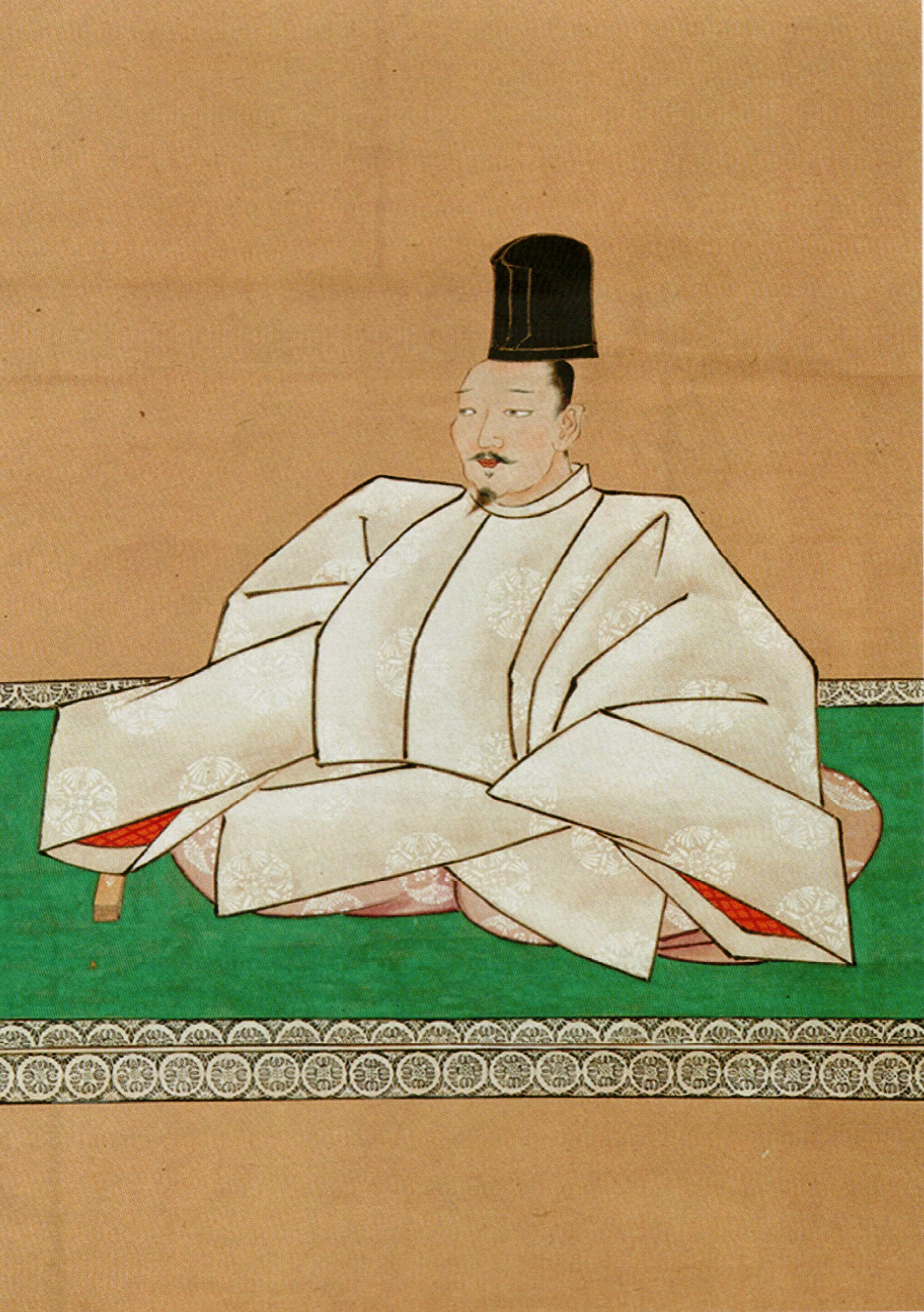
Ilustración de Nijō Masatsugu.

fue un kugyō (cortesano japonés de clase alta) que vivió durante la era Muromachi. Fue miembro de la familia Nijō (derivada del clan Fujiwara) e hijo del regente Nijō Mochimichi.
Ingresó a la corte imperial en 1455 con el rango shōgoi inferior y nombrado chambelán. En 1456 fue nombrado jushii inferior y rápidamente promovido a jusanmi en 1457. En 1458 fue nombrado gonchūnagon y promovido al rango shōsanmi. En 1460 fue nombrado gondainagon y ascendió al rango junii al año siguiente.
En 1466 fue nombrado udaijin (hasta 1468) y ascendió al rango shōnii; luego promovido a sadaijin (hasta 1475). En 1470 fue nombrado kanpaku (regente) del Emperador Go-Tsuchimikado, cargo que mantendría hasta 1476. También en 1470 fue nombrado líder del clan Fujiwara y en 1474 fue promovido al rango juichii.
Tuvo como hijo al regente Nijō Hisamoto.